# Hednota crypsichroa
Hednota crypsichroa là một loài bướm đêm trong họ Crambidae.